# 歐羅米
歐羅米·奧達隆（Oromë Aldaron）是J·R·R·托尔金关于中土大陸小说中虚构人物的昆雅名字，出现在精靈寶鑽一书中。主神語是Arômêz。歐羅米的意思是「吹響號角」或「吹號者」，奧達隆的意思是「百樹之王」。他有多個名字：灰精靈稱祂為「亞絡」Araw（由昆雅的 Oromë 直接轉譯）及「托隆」Tauron（意「林居者」或「森林的主宰」），洛汗人稱祂「貝瑪」Béma，亦或「伟大的骑手」（the Great Rider），維拉之一，雅睿塔爾之一。他是威娜的丈夫。
歐羅米是创造中土大陆的維拉族之一。在雙樹紀時代，多數維拉都長住維林諾，唯有歐羅米偶爾在中土大陸的森林里闲逛，他是第一個發現精靈在庫維因恩甦醒的維拉，並命名精靈為艾爾達。他是一位偉大的獵人，至力對抗魔苟斯。歐羅米的坐騎稱納哈爾（Nahar，昆雅，由主神語之 Næchærra 直接轉譯，語源可能為馬嘶聲的狀聲），號角則命名為維拉羅瑪（Valaróma，昆雅的「維拉之號角」）。